# چاک مک‌کان
چاک مک‌کان (به انگلیسی: Chuck McCann) (زاده ۲ سپتامبر ۱۹۳۴؛ درگذشتهٔ ۸ آوریل ۲۰۱۸) بازیگر آمریکایی بود.
از فیلم‌های معروف او می‌توان به بازی در فیلم جنیفر در ذهن من، دراکولا و حقه‌بازی اشاره کرد.